# Хараулахски хребет
Хараула̀хският хребет (на руски: Хараулахский хребет) е планински хребет в Североизточен Сибир, крайно северно разклонение на Верхоянските планини, в северната част на Якутия, Русия.
Простира се в крайната северната част на планината, в меридионално направление на протежение от 350 km, покрай десния бряг на най-долното течение на река Лена. На юг се свързва с по-високия хребет Орулган, а на север завършва с връх Содуом-Хаята (485 m), издигащ се над делтата на Лена. Паралелно на Хараулахския хребет на запад от него е разположен по-ниския хребет Туора-Сис, а на изток – Приморското възвишение. Максимална височина 1492 m (69°56′59″ с. ш. 128°48′10″ и. д. / 69.949722° с. ш. 128.802778° и. д.), разположен в крайната му южна част. Изграден е от пясъчници, аргилити и глинести шисти. Западните му склонове са силно разчленени от десните притоци на Лена. От него водят началото си реките Тикян, Берис, Ебитием, Чубукулах, Кьонгдьой и др. (десни притоци на Лена); Нянгилбия и др., вливащи се директно в залива Буор-Хая на море Лаптеви. Преобладава планинската тундрова растителност, а по долините по западните му склонове се срещат редки лиственични гори.